# Priidik
Priidu est un prénom masculin estonien pouvant désigner :

## Prénom
- Priidik Kippar (et) (né en 1943), boxeur et entraîneur estonien
- Priidik Kroos (en) (1889-1937), homme politique estonien
- Priidik Prooso (et) (1877-1952), pasteur baptiste estonien
- Priidik Tikenberg (et) (1873-1939), homme d'affaires estonien

## Référence
1. ↑  (en) « 10th Century Frisian Masculine Names », sur heraldry.sca.org (consulté le 28 décembre 2017)